# Tricuspisaurus
Tricuspisaurus is een geslacht van uitgestorven reptielen, dat oorspronkelijk werd beschreven als een trilophosauride; het werd later beschouwd als een waarschijnlijke procolophonide, maar recente analyses hebben de oorspronkelijke classificatie bevestigd. Fossielen zijn bekend uit de Ruthin-steengroeve in Glamorgan, Wales, een van de vele Britse fissuurafzettingen uit het Laat-Trias tot het Vroeg-Jura. Net als sommige trilophosauriden heeft het een tandeloze snavel. Tricuspisaurus dankt zijn naam aan zijn heterodonte gebit, dat tricuspidalistanden of tanden met drie knobbels omvat. De typesoort Tricuspisaurus thomasi werd in 1957 benoemd, samen met de mogelijke trilophosauride Variodens inopinatus uit Somerset, Engeland. De soortaanduiding eert Trevor M. Thomas die het holotype, het paar onderkaken BMNH R6106, in 1952 meldde.
Hoewel oorspronkelijk geclassificeerd als een trilophosauride, werd Tricuspisaurus in 1993 opnieuw geclassificeerd als een procolophonide door de paleontologen Hans-Dieter Sues en Paul E. Olsen. Dit was gebaseerd op overeenkomsten tussen de tricuspidalistanden en die van de nieuw beschreven procolophonide Xenodiphyodon. Samen met Tricuspisaurus, werden Variodens en Trilophosaurus jacobsi ook beschouwd als procolophoniden. Meer recentelijk beschreven schedelmateriaal van Tricuspisaurus jacobsi geeft aan dat het nog steeds waarschijnlijk een trilophosauride is.